# Vittoria Franco
Vittoria Franco (Roseto Capo Spulico, 20 luglio 1949) è una politica e filosofa italiana.
Ricercatrice universitaria di filosofia, ha ottenuto tre mandati elettorali al Senato della Repubblica dove ha fatto parte del gruppo "Democratici di Sinistra - l'Ulivo", "Ulivo" e Partito Democratico. È stata presidente della 7ª Commissione permanente beni culturali del Senato.

## Biografia
Vittoria Franco si è candidata in Toscana nel collegio numero 3 (Sesto Fiorentino). Alle elezioni del 13 maggio 2001, ha ottenuto 98.430 voti nel suo collegio, pari al 58,84 % delle preferenze, superando il candidato della Casa delle Libertà, Paolo Cioni, fermatosi a quota 47.670, e Roberto Cicali, candidato di Rifondazione Comunista.
Nella sua prima legislatura il 15 dicembre 2003 ha presentato, come prima firmataria, un disegno di legge costituzionale volto a modificare l'istituto del referendum abrogativo previsto dall'art. 75 della Costituzione italiana. L'obiettivo della proposta era quello di eliminare l'effetto distorsivo per cui è sufficiente orientare nel senso dell'astensione una parte del corpo elettorale per rendere inefficace la pronuncia popolare. Il disegno di legge prevedeva: l'innalzamento del numero di sottoscrizioni necessarie per la presentazione del quesito, portandolo dalle cinquecentomila previste dalla Costituzione, fino alla quota di un milione; l'abbassamento del quorum necessario per la validità del quesito referendario, portandolo dalla maggioranza degli aventi diritto, attualmente prevista dalla Costituzione, ad un terzo degli stessi; l'introduzione dei requisito del raggiungimento del 25 per cento di voti validamente espressi rispetto agli aventi diritto.
Ha presentato, inoltre, il disegno di legge n. 1454 "Modifiche al codice civile in materia di cognome dei coniugi e dei figli" L'obiettivo della modifica normativa proposta era quello di superare le discriminazioni ancora esistenti in contrasto con i principi di uguaglianza sanciti nella Costituzione nel rispetto del principio di parità tra uomo e donna. Il provvedimento, se approvato, avrebbe consentito ai genitori di attribuire, al momento della registrazione del figlio allo stato civile, a scelta, il cognome del padre, della madre, o di entrambi, nell'ordine determinato di comune accordo tra i genitori stessi. In caso di disaccordo tra i genitori, l'ufficiale dello stato civile avrebbe attribuito al figlio i cognomi di entrambi i genitori in ordine alfabetico. Ai figli successivi al primo, generati dai medesimi genitori, l'ufficiale dello stato civile avrebbe dato d'ufficio lo stesso cognome attribuito al primo figlio. Per evitare la moltiplicazione di cognomi ad ogni generazione, il genitore avente il cognome di entrambi i genitori, avrebbe potuto trasmetterne alla propria prole soltanto uno, a sua scelta.
Alle elezioni politiche del 2006 è stata nuovamente eletta al Senato del Repubblica. Durante la legislatura, il 6 giugno 2006, ha assunto la presidenza della settima commissione permanente (Istruzione pubblica, beni culturali, ricerca scientifica, spettacolo e sport).
Il 28 aprile 2006 ha riproposto il disegno di legge costituzionale in tema di riforma del referendum abrogativo e quello in materia di cognome dei coniugi e dei figli.
Alle elezioni politiche del 2008, è stata eletta nelle file del Partito Democratico.
Alla prima seduta XVI Legislatura ha riproposto il disegno di legge costituzionale sulla modifica del referendum abrogativo.
Il 26 gennaio 2007 è stata eletta a Bologna Coordinatrice Nazionale delle donne dei DS.
Dal 23 maggio 2007 è uno dei 45 membri del Comitato nazionale per il Partito Democratico che riunisce i leader delle componenti del futuro partito.Nominata Responsabile nazionale Pari Opportunità nella Segreteria nazionale del Pd dal Segretario Walter Veltroni. Nel 2009 è scelta come Presidente del Forum Pari Opportunità del PD dal neo Segretario Dario Franceschini.
È nominata Ministro per le Pari Opportunità nel Governo ombra del Partito Democratico, ruolo che ricopre dal 9 maggio 2008 al 21 febbraio 2009.
Vittoria Franco è relatrice insieme a Paolo Tancredi (PdL) Franco Asciutti (Pdl) e Mauro Agostini (Pd) del ddl Omnibus approvato al Senato il 20/4/11 con 163 si, 134 no e nessun astenuto dopo che il governo ha posto la questione di fiducia.